# Chuuk
Chuuk és un estat de la Micronèsia configurada per un conjunt d'illes al sud-oest de l'oceà Pacífic. Aquest és l'estat amb més població (amb 53.595 persones) en comparació amb els altres tres restants: Yap, Kosrae i Pohnpei. En aquest estat de la Micronèsia es parla el "chuukès" com idioma oficial, una mica d'anglès i japonès. Weno és la capital de Chuuk i la ciutat més poblada del país. "Chuuk" vol dir Muntanya en l'idioma chuukès, però aquest estat va ser més conegut pel nom de Truk (pronunciat Ruk) fins a l'any 1990.

## Altres noms
- Truk
- Ruk
- Hogolu
- Torres
- Ugulat
- Lugulus